# Хронометраж
Хронометраж (фр. chronometrage, от греч. chronos — время и metreo — измеряю) — метод изучения затрат времени с помощью фиксации и замеров продолжительности выполняемых действий.

## Определение
Согласно БСЭ хронометраж — метод изучения затрат рабочего времени на выполнение повторяющихся ручных и машинно-ручных элементов трудовых операций путём замеров их продолжительности и анализа условий их выполнения.

## Цели и задачи хронометража
Учёт рабочего времени с помощью хронометража проводится с целью установления нормальной продолжительности операций, разработки норм времени, изучения приёмов и методов работы передовых рабочих (лучшего опыта).
Задачи проведения наблюдения:
- выявить причины недовыполнения рабочими установленных норм времени и недоиспользования механизмов на машинно-ручных работах;
- определить необходимые исходные данные для расчёта маршрута и норм многостаночного обслуживания;
- определить возможности сокращения трудоёмкости отдельных операций.

## Этапы хронометража
Хронометраж проводится в три этапа:
1. подготовка к наблюдению;
2. расчленение исследуемой операции или работы на составляющие её элементы;
3. наблюдение, измерение этих элементов во времени, в порядке последовательности:

- анализ результатов наблюдений;
- отбор наиболее рациональных элементов;
- расчёт нормальной продолжительности выполнения каждого элемента операции или работы.

## Способы хронометража
На практике встречаются следующие способы фиксации времени:
- по текущему времени;
- выборочный;
- циклический.